# Giorgetto Giugiaro
Giorgetto Giugiaro   (Garessio, 7 d'agost de 1938) és un dissenyador d'automòbils italià, famós pel disseny de vehicles molt populars venuts a tot el món.
Va iniciar l'era del "paper plegat" dels anys 1970 on els automòbils eren dissenyats amb línies rectes i vores agudes. Així com una quantitat de superesportius, és l'autor del disseny d'alguns dels cotxes més populars d'avui venuts a tot el món. Giugiaro va crear el primer vehicle multipropòsit en 1978, el Lancia Megagamma, que estava inspirat en el Nissan Prairie, el primer VMP destinat a assolir les vendes massives.
A part de dissenyar cotxes, també va estar implicat en projectes com el més recent teclat musical de Bontempi, el Minstrel, on Giugiaro va intervenir en el disseny de la carcassa. També ha dissenyat carcasses de càmeres de fotos per a Nikon, el passeig marítim de Porto Santo Stefano a Monte Argentario, una oferta inusitada per a la següent generació Macintosh d'Apple, ia més ha creat una nova forma per a pastes. Ha dissenyat també per a l'empresa espanyola Roca alguna de les seves gammes de porcellana sanitària com la popular "Dama".
Giugiaro va ser premiat amb la distinció del Dissenyador de Cotxes del Segle el 1999.

## Estudis de disseny
- Bertone (1960-1965 )
- Ghia (1966-1968 )
- Italdesign Giugiaro (1969-1997 )

## Dissenys destacats

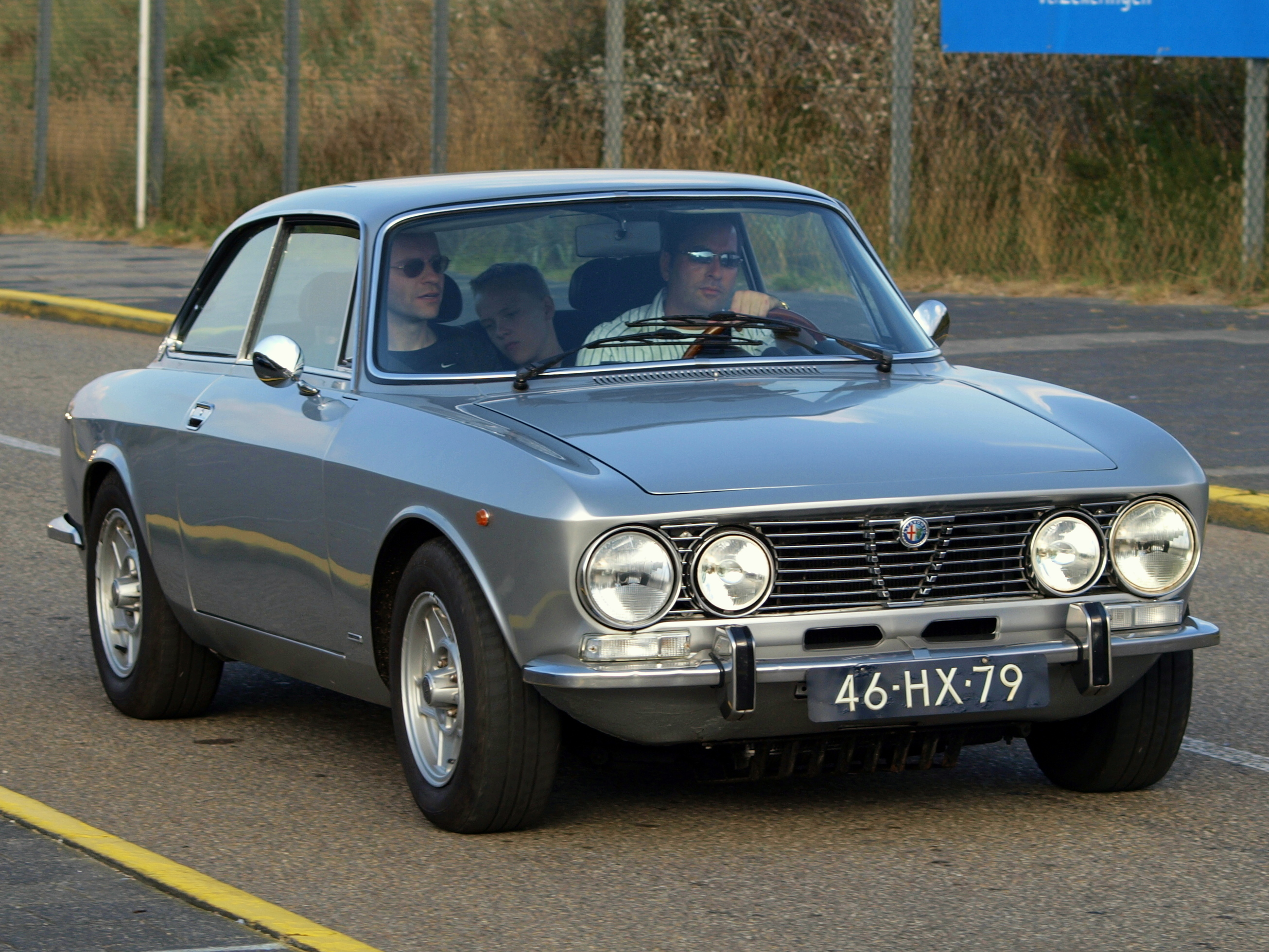
Alfa Romeo Giulia GT (1963)

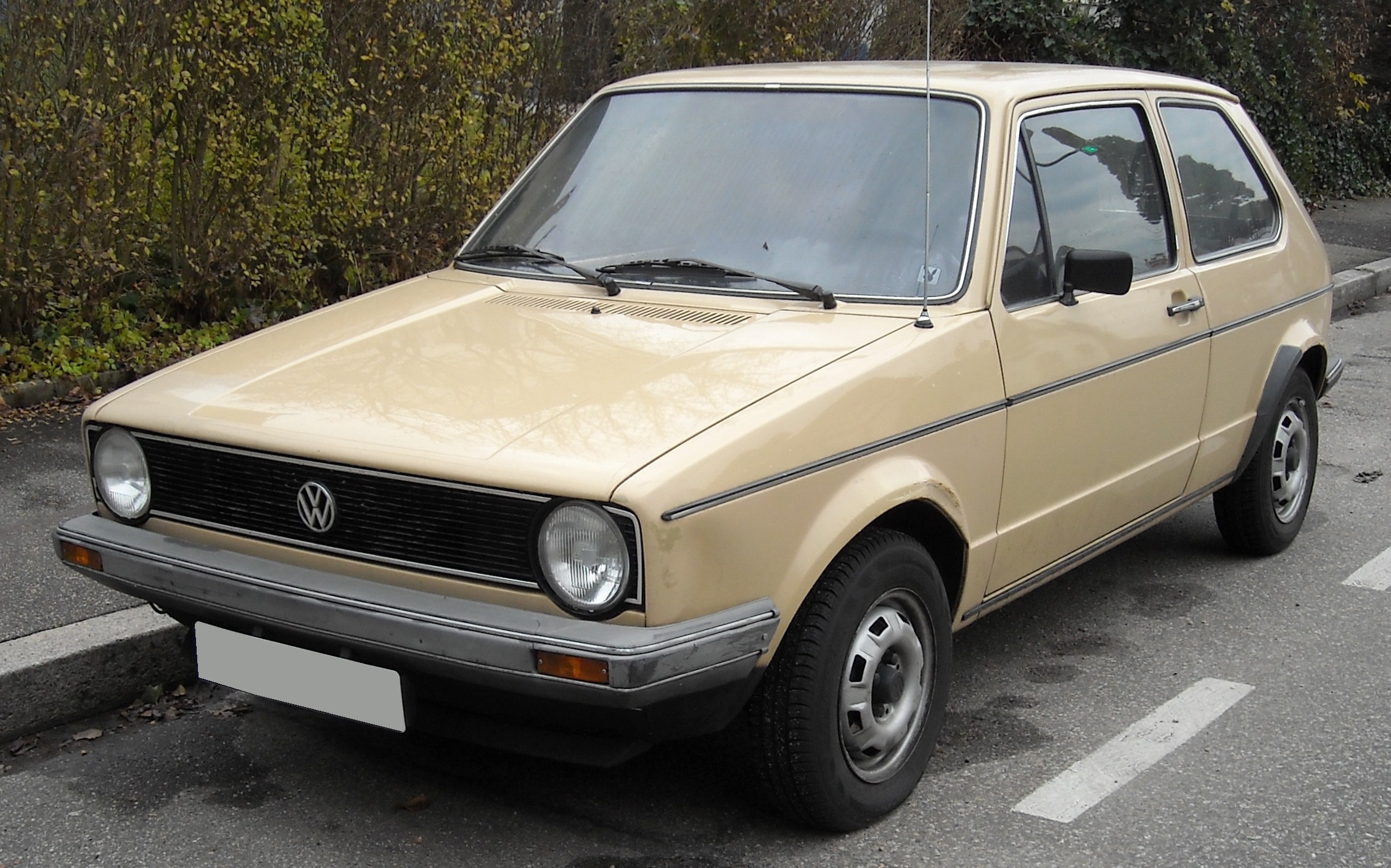
Volkswagen Golf Mk1

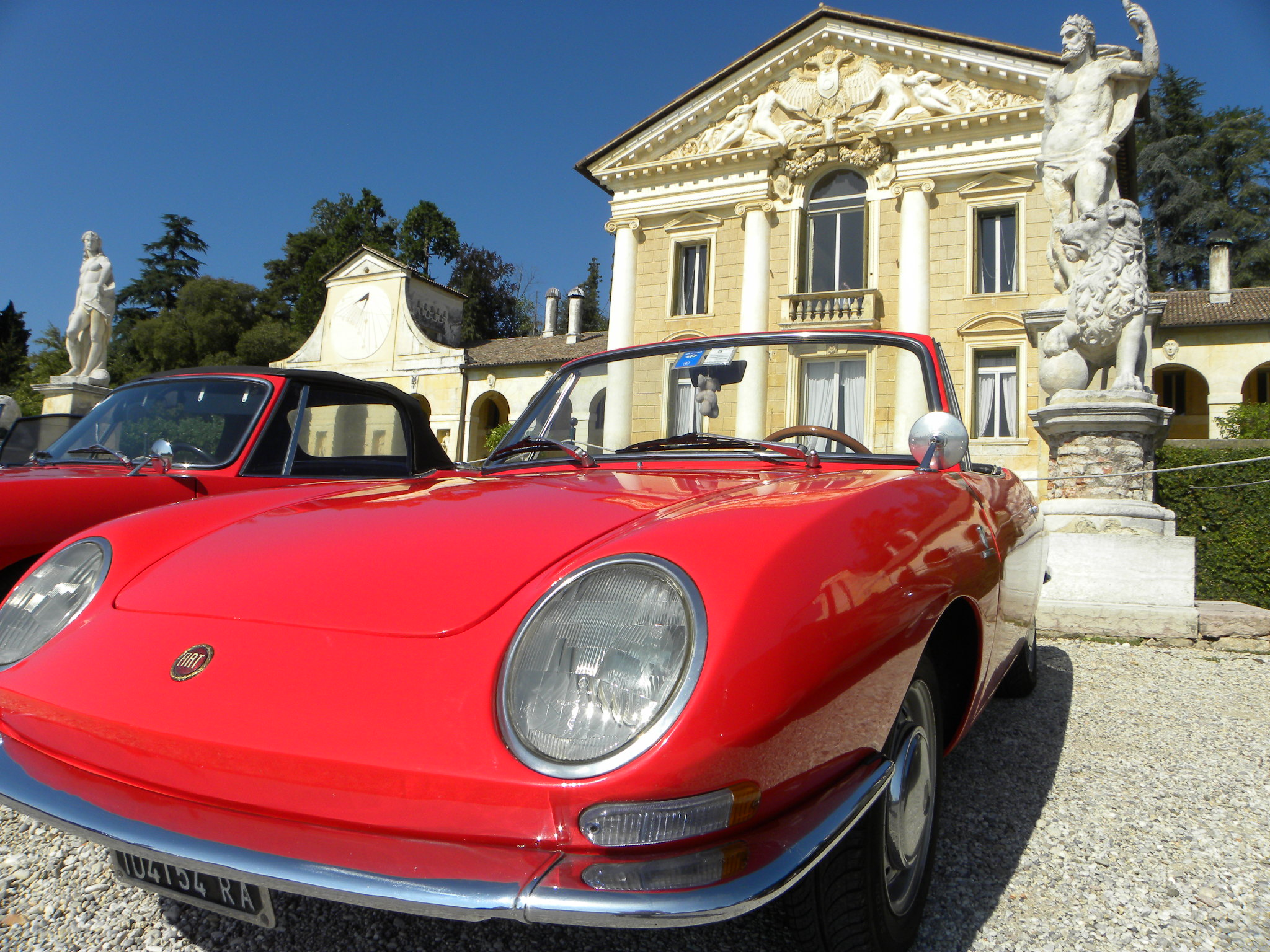
Fiat 850 Spider (1965)

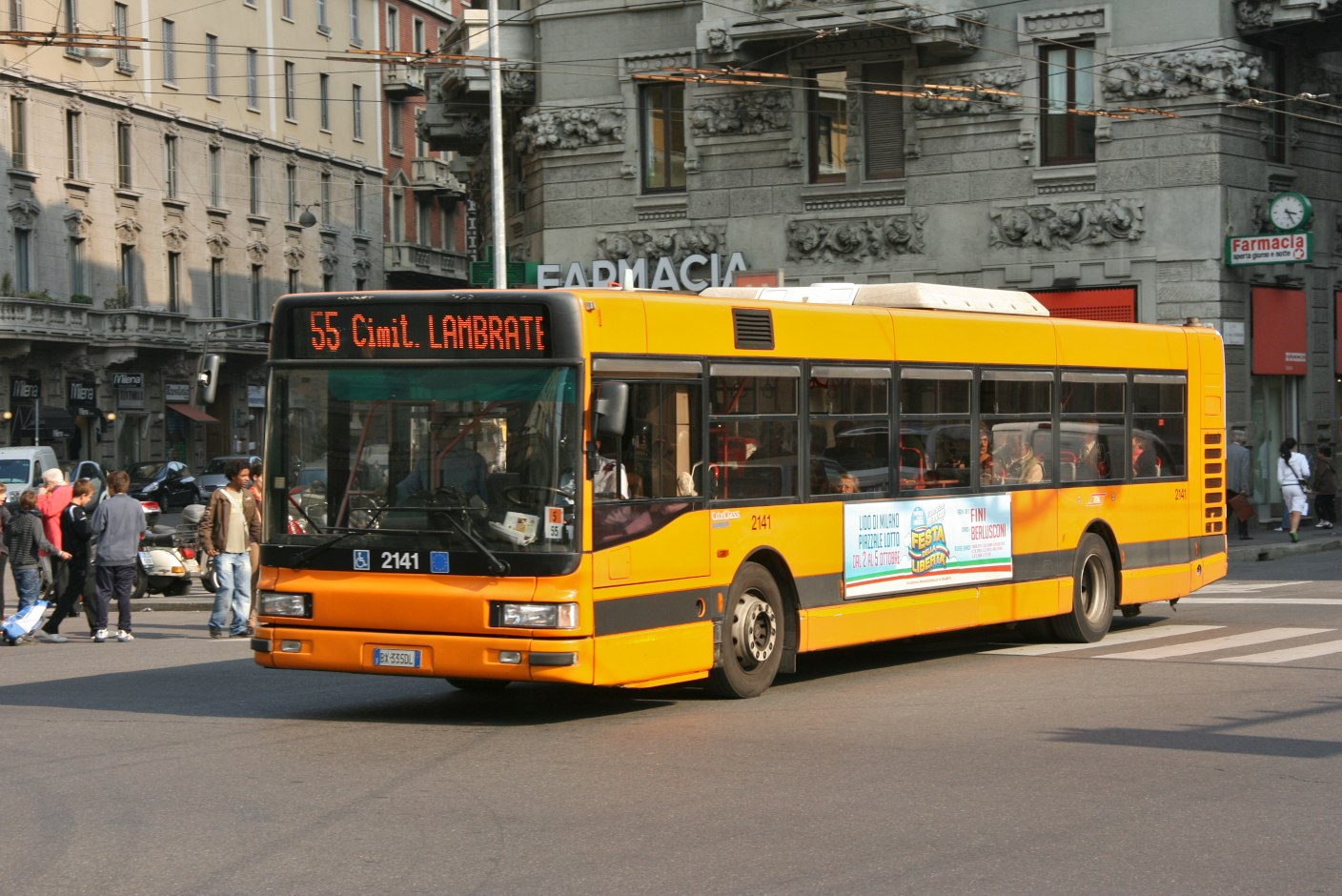
Iveco 491 CityClass italià original (1996)

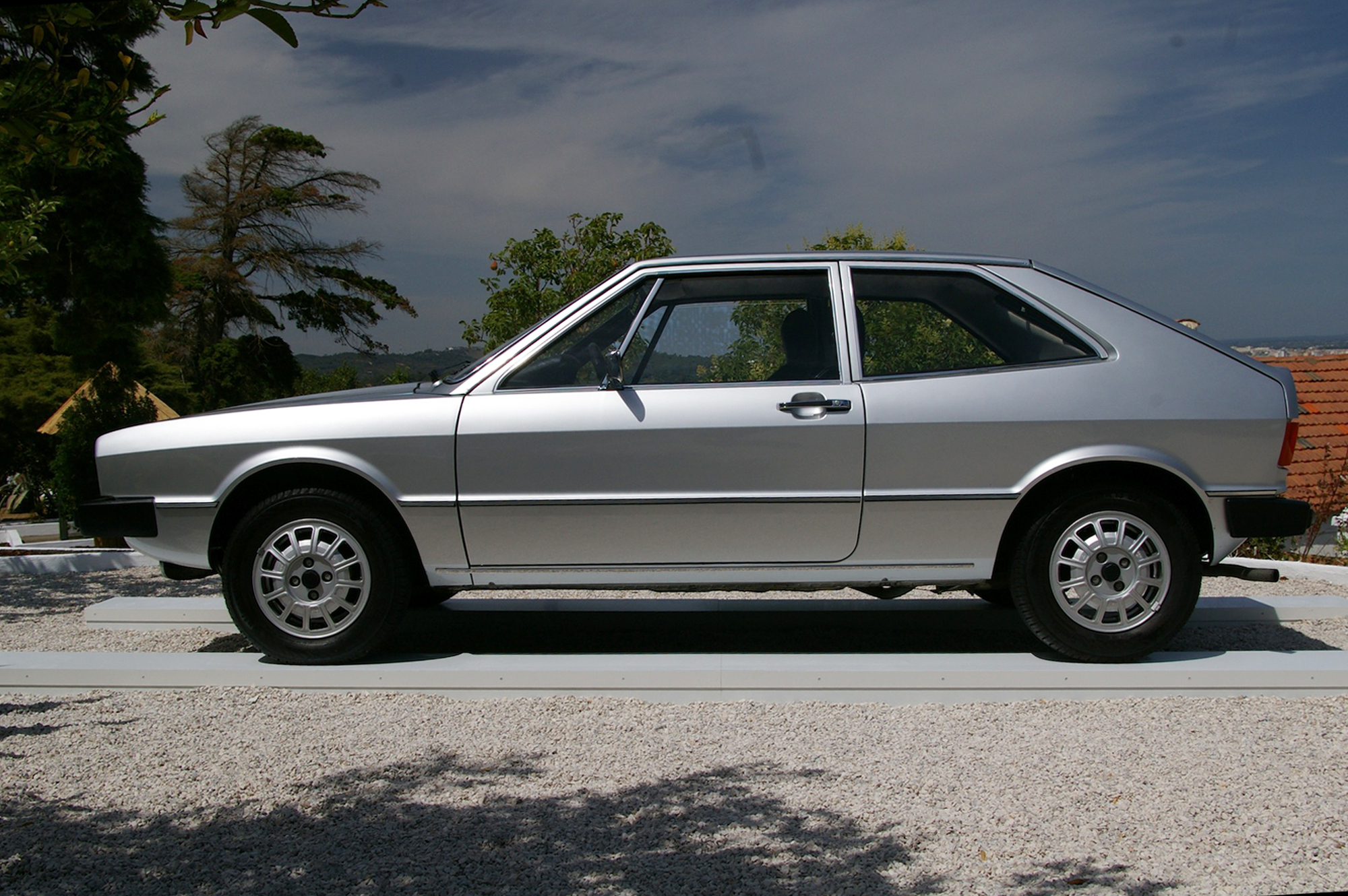
Volkswagen Scirocco Mk1 (1974)

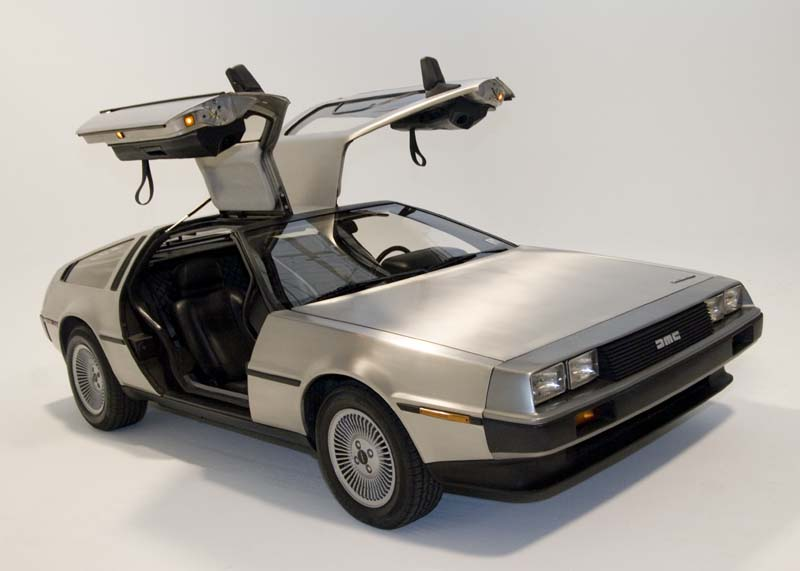
DMC DeLorean (1981)

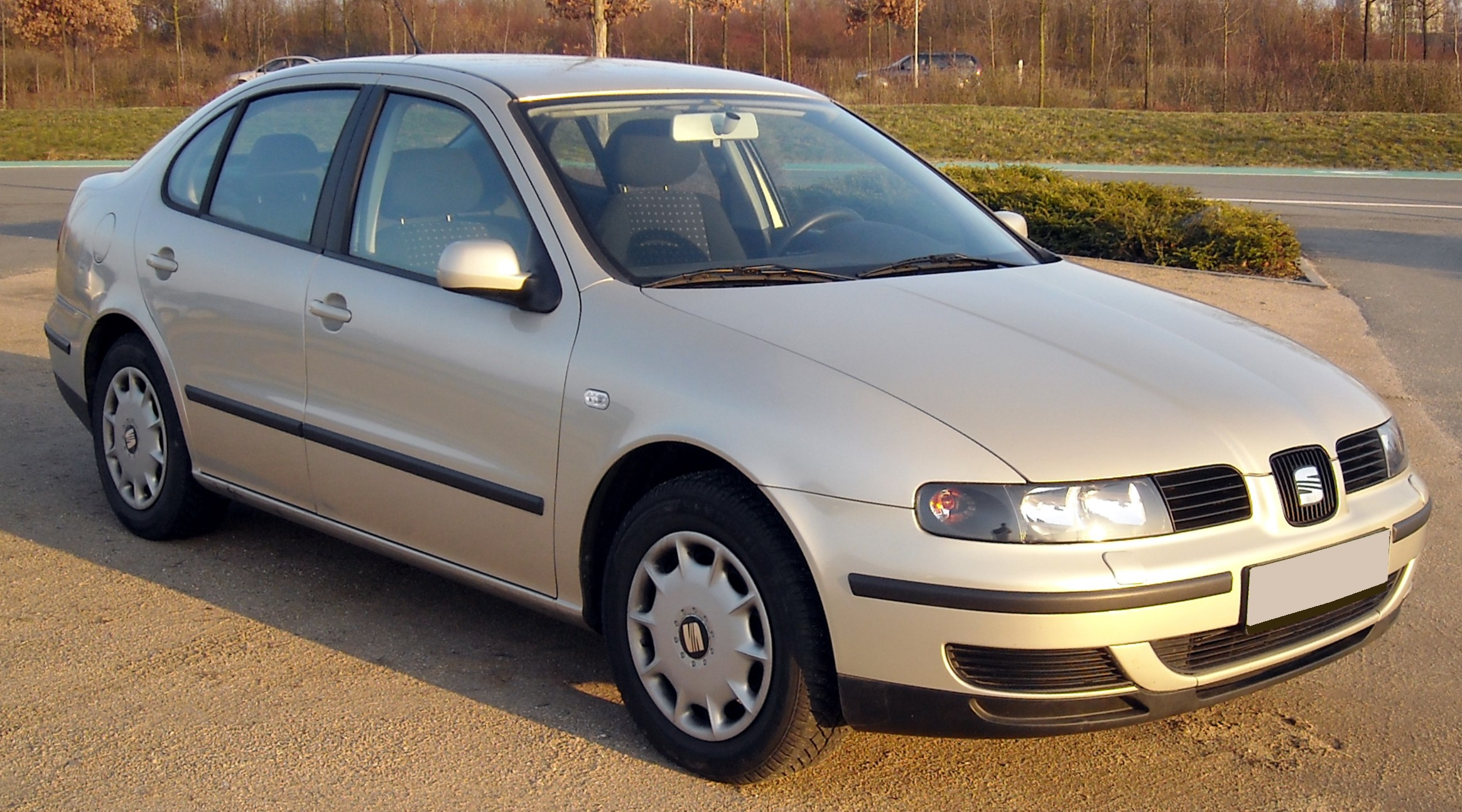
SEAT Toledo (1998)

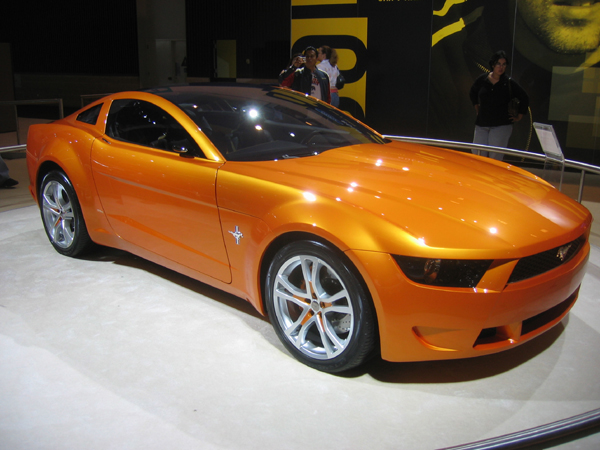
Ford Mustang Giugiaro (2006)

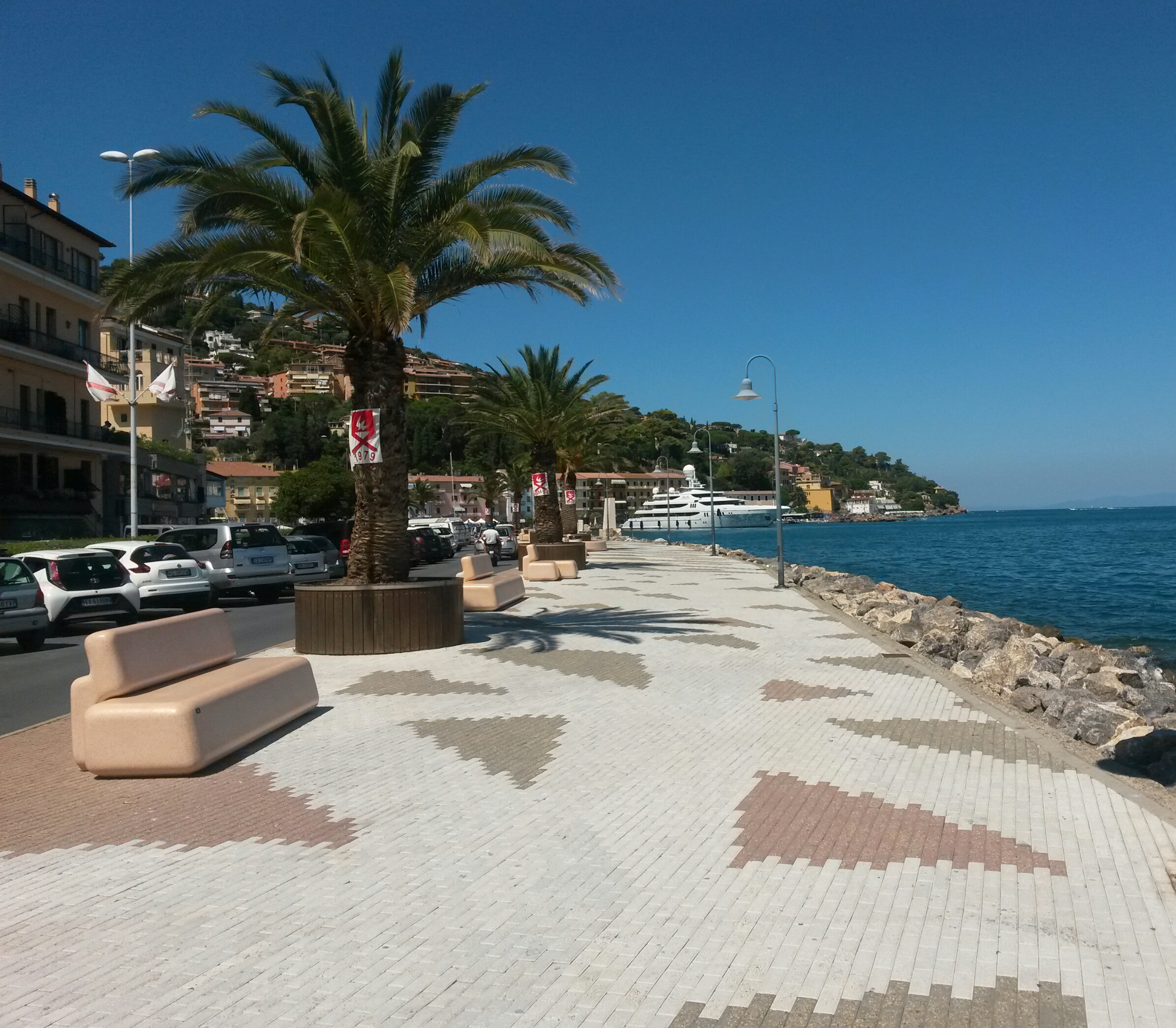
Passeig marítim de Porto Santo Stefano a Monte Argentario (1983)

| - Alfa Romeo - Alfa Romeo Giulia GT (1963) - Alfasud (1972) - Brera (2002) - Alfetta GT/GTV (1974) - Alfa Romeo 156 (2005) - 159 / 159 SW (2006) - AMC - Premier (1988) - Audi - Audi 50 (1974) - Audi 80 (1978) - BMW - BMW M1 (1977) - BMW Nazca C2/M12 (1991) - BMW 3200 CS (1961) - Bugatti Automobiles SAS - Bugatti EB118 (1998) - Bugatti EB218 (1999) - Bugatti 18/3 Chiron (1999) - De Tomaso - De Tomaso Mangusta (1967) - DMC - DMC DeLorean (1981) - Daewoo Motors - Daewoo Matiz (1997) (Ex-Fiat Cinquecento del estudio de diseño Lucciola) - Daewoo Lanos (1997) - Daewoo Leganza (1997) - Daewoo Magnus (2000 y 2003) - Daewoo Kalos (hatchback) (2002) - Daewoo Lacetti (hatchback) (2004) - Ducati (motocicletas) - Ducati 860 GT (1975) - Ferrari - 250 GT Bertone - Ferrari GG50 (2005) - Fiat - 124 Restyling (1978) - Croma (1985) - Croma (2005) - Sedici (2005) - Panda (1980) - Punto (1993) - Uno (1983) - 850 Spider - Fiat Cinquecento - Dino (1967) - Palio/Siena (2001-2004) - Grande Punto (2005) - Ford - Ford Mustang Giugiaro (2006) - Gordon-Keeble GT (1960) - Hyundai - Pony (1974) - Excel (1985) - Sonata (1988) - Stellar (1982) - Iso Rivolta - Iso Grifo (1963) - Iso Fidia - Isuzu - 117 Coupe (1968) - Piazza (1981) | - Iveco - Iveco 491 CityClass (1996) - Iveco MyWay (1999) - Iveco Massif (2007) - Lamborghini - Marco Polo - Calà (1995) - Lancia - Delta (1979) - Prisma (1982) - Thema (1984) - Lexus - Lexus GS (1993) - Lotus - Esprit Concept (1972) - Maserati - Bora (1971) - Ghibli (1966) - Merak (1972) - Quattroporte (1976) - 3200 GT - 4200 Coupe (2002) - Spyder (2002) - Nikon (cámaras fotográficas) - Nikon F3 - Nikon F4 - Nikon F5 - Nikon F6 - Nikon D3 - Renault - 19 (1988) - 21 (1986) - Saab - Saab 9000 (1984) - SEAT - Ibiza I (1984) - Málaga (1985) - Proto T (1989) - Proto TL (1990) - Proto C (1990) - Toledo I (1991) - Concepto T (1992) - Concepto T cabrio (1993) - Ibiza II (1993) - Córdoba I (1993) - Toledo II (1998) - León I (1999) - SsangYong - SsangYong Korando (2012) - Subaru - Subaru Alcyone SVX (1991) - Suzuki - Suzuki SX4 saloon suzuki sc100 - FAW - FAW R7 - Toyota - Toyota Volta - Volkswagen - Passat (1973) - Scirocco (1974) - Golf (1974) - Pointer (1980) - W12 Coupe y Roadster (1997) - ""Vredestein'" Neumáticos - Sportrac 5 (2016) - Yugo - GV, GL, GVL, 45, 55, 60, 65, Ciao, Tempo, Cabrio - Florida - Zastava 10 - Zhonghua - Zhonghua M1/Zhonghua Zunchi (2005) |  |

## Armes de foc
- Pistoles
  - Beretta Neos (2002)
- Pistoles metralladores
  - Beretta CX4 Storm (2003)
- Escopetes[4]
  - Beretta UGB25 Xcel Trap 12 GA, 30"

## Càmeres

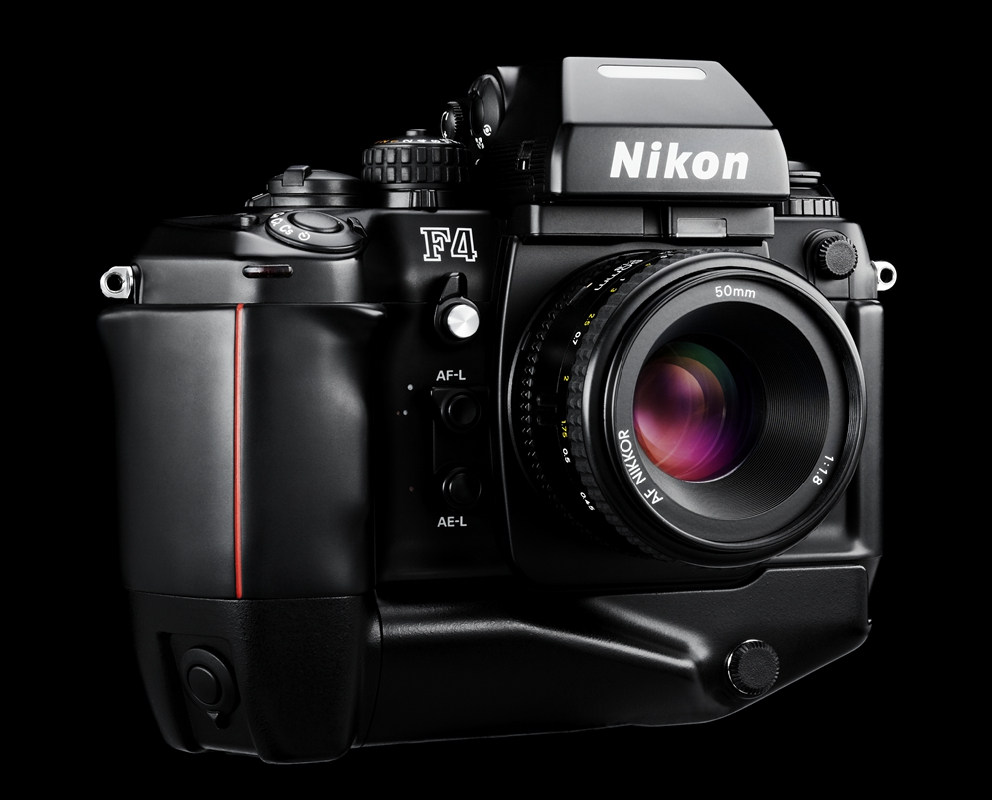
Nikon F4

Nikon
- EM (1979)
- F3 (1980)[5]
- L35AF (1983)
- F4 (1988)
- F5 (1996)
- D2H (2003)
- F6 (2004)
- D3 (2007)
- D4 (2012)
- D800 (2012)
- Df (2013)

## Motos
- Ducati 860 GT (1975)[6]
- Suzuki RE5 (1975)[7]
- Derbi Predator (1998)[7]
- TOMOS A5 Colibri (1989) ciclomotor
- MV Agusta 350 Ipotesi[8]

## Altres
- Nitro concept tractor (2013)[9]
- Rellotge de polsera Seiko Speedmaster (1986)[10]
- Rellotge de polsera Seiko Macchina Sportiva[11]
- Tractor Deutz Fahr 6215 RCSHIFT (2017)[12]
- Passeig marítim de Porto Santo Stefano, Toscana[13]
- Pasta Marille[14]
- Orgue de la catedral de Lausana, compost d'uns 7000 tubs[15]
- Disseny de pilota de bàsquet (pilota oficial de la FIBA)[16][17]